# Штурвал

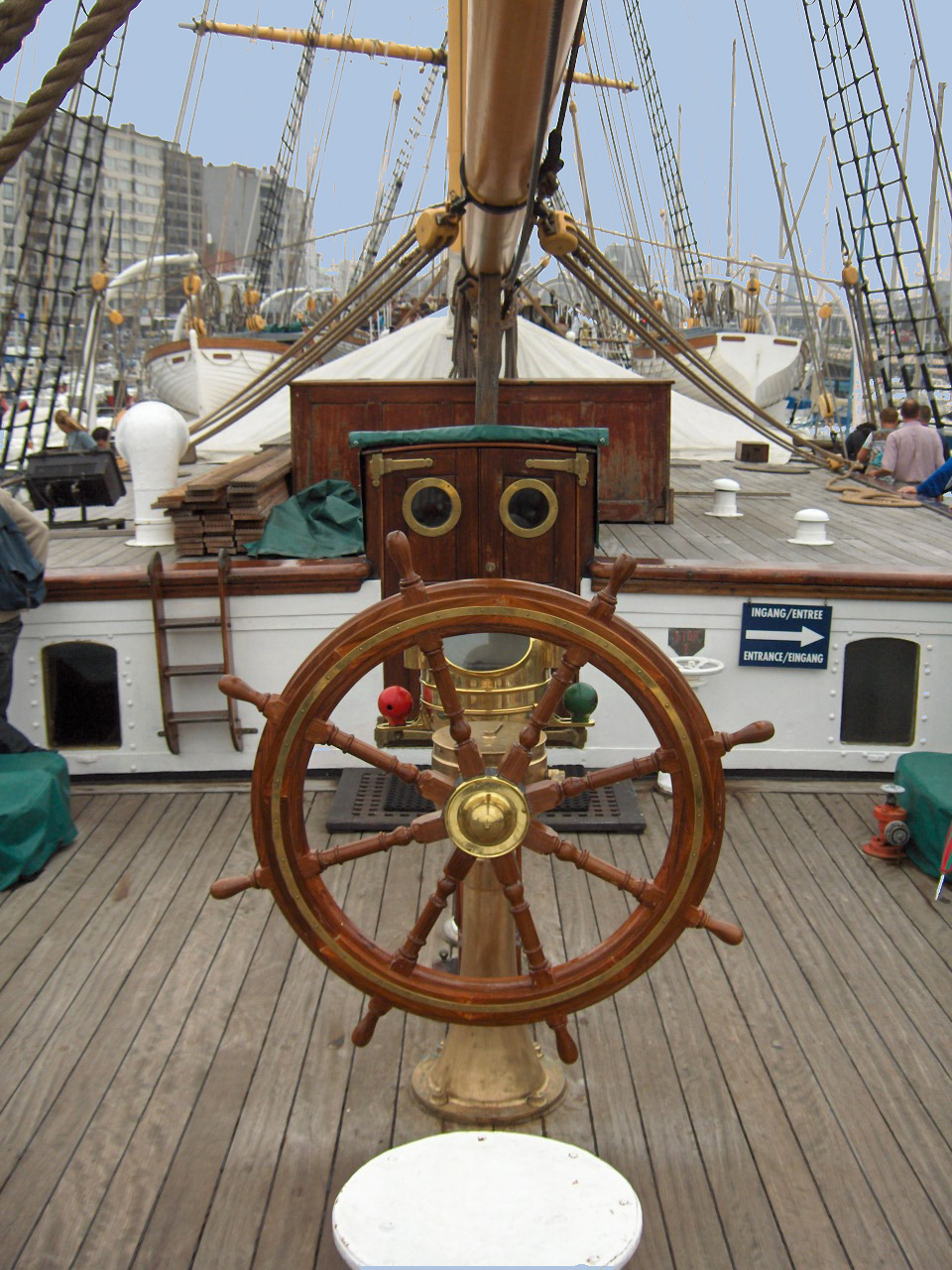
Штурвал вітрильника «Mercator (корабель, 1932)»

Штурва́л (нід. stuurwiel, від stuur — «стерно» + wiel — «колесо») — пристрій, призначений для керування транспортним засобом, як правило водним або повітряним. Є різновидом керма.

## Історія
На найдавніших суднах зміна напрямку руху здійснювалась за допомогою кермового весла, потім з'явилось стерно з румпелем. У XVI—XVII ст. для полегшення роботи стернового використовувався колдершток — вертикальний важіль, нижній кінець якого був з'єднаний з переднім кінцем румпеля. Штурвал з'явився у великих суден десь на початку XVIII ст., але історики утрудняються назвати точну дату початку його вживання (за іншими даними, штурвалом були споряджені вже нідерландські флейти, перша з яких зійшла зі стапеля в 1595 чи 1605 році). На більшості сучасних суден штурвал розміщений у стерновій рубці, на невеликих суднах і вітрильниках він може встановлюватися на палубі, ходовому містку чи в кокпіті (на катерах, вітрильних яхтах). На деяких суднах замість штурвала зараз використовується шарнірний важіль, з'єднаний електромеханічною чи електрогідравлічною передачею зі стерном, а зворотний зв'язок вказання положення стерна кермовому здійснюється за допомогою спеціального індикатора.

## Корабельний штурвал

Анімація роботи механізму штурвала. Штуртроси (tiller ropes) йдуть від кермового колеса (ship's wheel) через шківи (sheaves) і блоки (pulleys) до румпеля (tiller), що повертає балер і перо стерна (rudder)

### Вигляд
Традиційний штурвал складається з восьми (рідше 6 чи 10) циліндричних спиць, виточених у формі балясин і з'єднаних у центральній втулці-маточині (іноді закритій мідною бляхою, «шишечкою»), через яку проходить вісь. Квадратний отвір у центрі маточини, крізь який проходить вісь, називається ведучим квадратом (англ. drive square) і часто обрамляється мідною платівкою, на якій зазвичай карбували назву виробника. Зовнішній обід колеса складався з трьох окремих плоских ободів-шарів (англ. felloes) — лицьового, середнього і заднього, кожен з яких був складений з чотирьох окремих секторів (тому обід також називався квадрант). Спиці проходили через середній шар обода, утворюючи ручки зовні його. Одна з ручок (так звана «королівська», верхнє положення якої означало пряме положення пера стерна) зазвичай споряджалась додатковими жолобками на кінці: це уможливлювало стерновому знайти її навпомацки й зорієнтуватися в темноті (зараз стернові визначають положення пера стерна відносно діаметральної площини судна за допомогою аксіометра). Для виготовлення штурвалів застосовувалася деревина тика чи махагоні, стійка до зношення й впливів морської води. Сучасні штурвали, особливо на малих суднах, можуть виробляти в стилі старовинних.

### Механізм штурвала
Поворотний механізм на ранніх зразках штурвала складався з великого колеса, закріпленого на дерев'яному веретені і з'єднаному через нього з дерев'яним циліндром-барабаном. Саме веретено кріпилось до двох стійок, встановлених на дерев'яній платформі (часто ящику). Мотузка чи ланцюг від румпеля (штуртрос) обмотувалась навколо барабана (5-6 витків), спускалась донизу двома кінцями, які проходили через два прорізи у верхній кришці платформи (ящика) і далі йшли через два шківи під самою палубою (обабіч стійок штурвала) і пару блоків до румпеля. Штурвал використовував принцип роботи коловорота: виграш у силі забезпечувався за рахунок довгого плеча важеля штурвальних спиць. Обертаючи колесо, намотували мотузок на барабан в той чи інший бік і відхиляли тим самим румпель праворуч чи ліворуч. Якщо стерновий стояв обличчям за курсом судна, то обертанням колеса за годинниковою стрілкою (на малюнку — проти годинникової стрілки, оскільки штурвальне колесо зображене у вигляді спереду) він відхиляв румпель на лівий борт і відповідно перо стерна вправо, вимушуючи корабель повертати на правий борт. Зі збільшенням розмірів кораблів стали використовуватися подвійні і потрійні штурвали: з двох-трьох коліс, з'єднаних одне з одним спільним веретеном (вони були жорстко з'єднані між собою і тому рухались одночасно). Завдяки кільком колесам зі штурвалом могли управлятися 2-3 стернових, що було необхідно в штормову погоду.

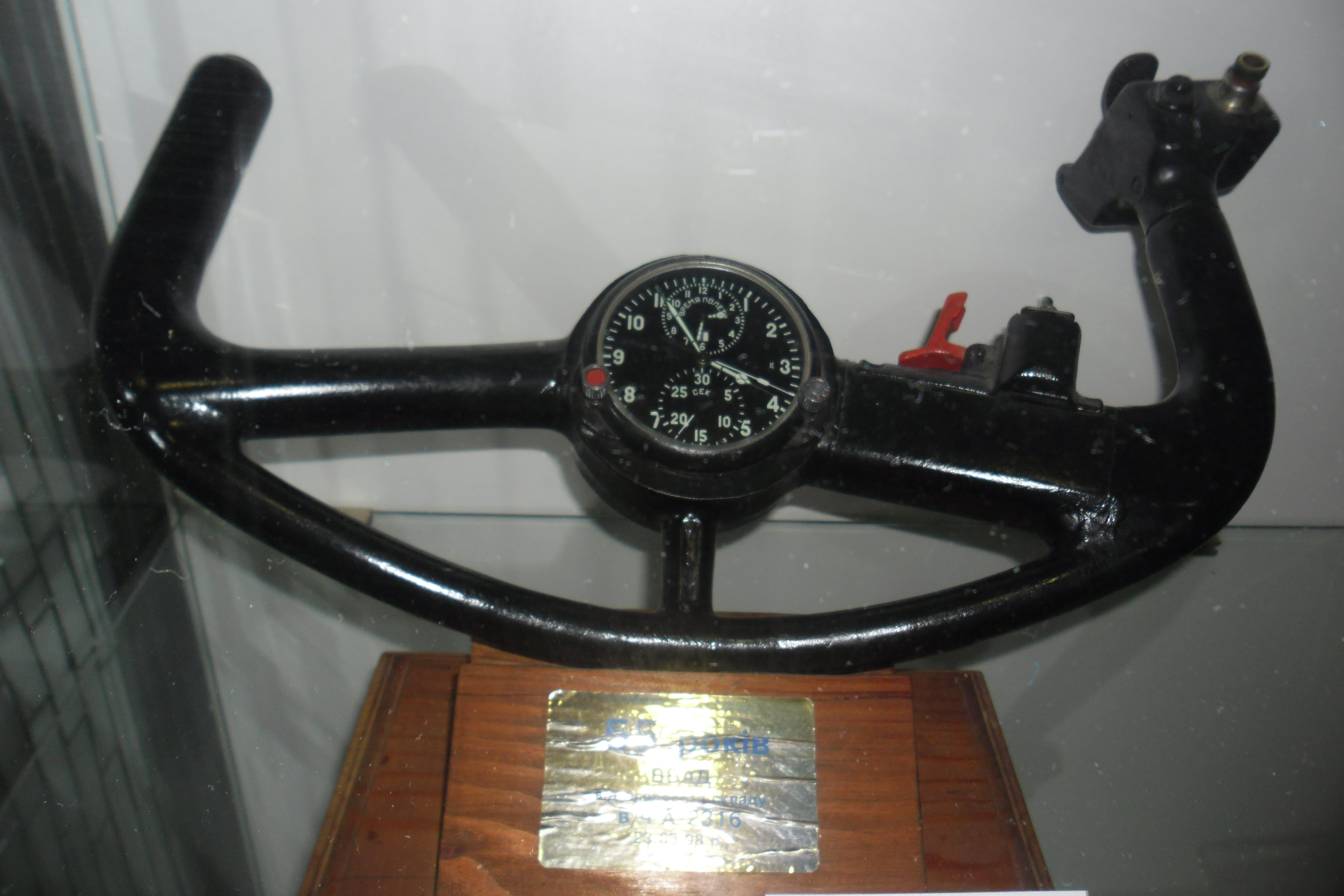
Штурвал літака.

У XIX ст. для передавання обертання від штурвала до стерна стали застосовувати черв'ячні передачі, а потім і стернові машини, внаслідок чого діаметр кермового колеса зменшився.

## Штурвал літака

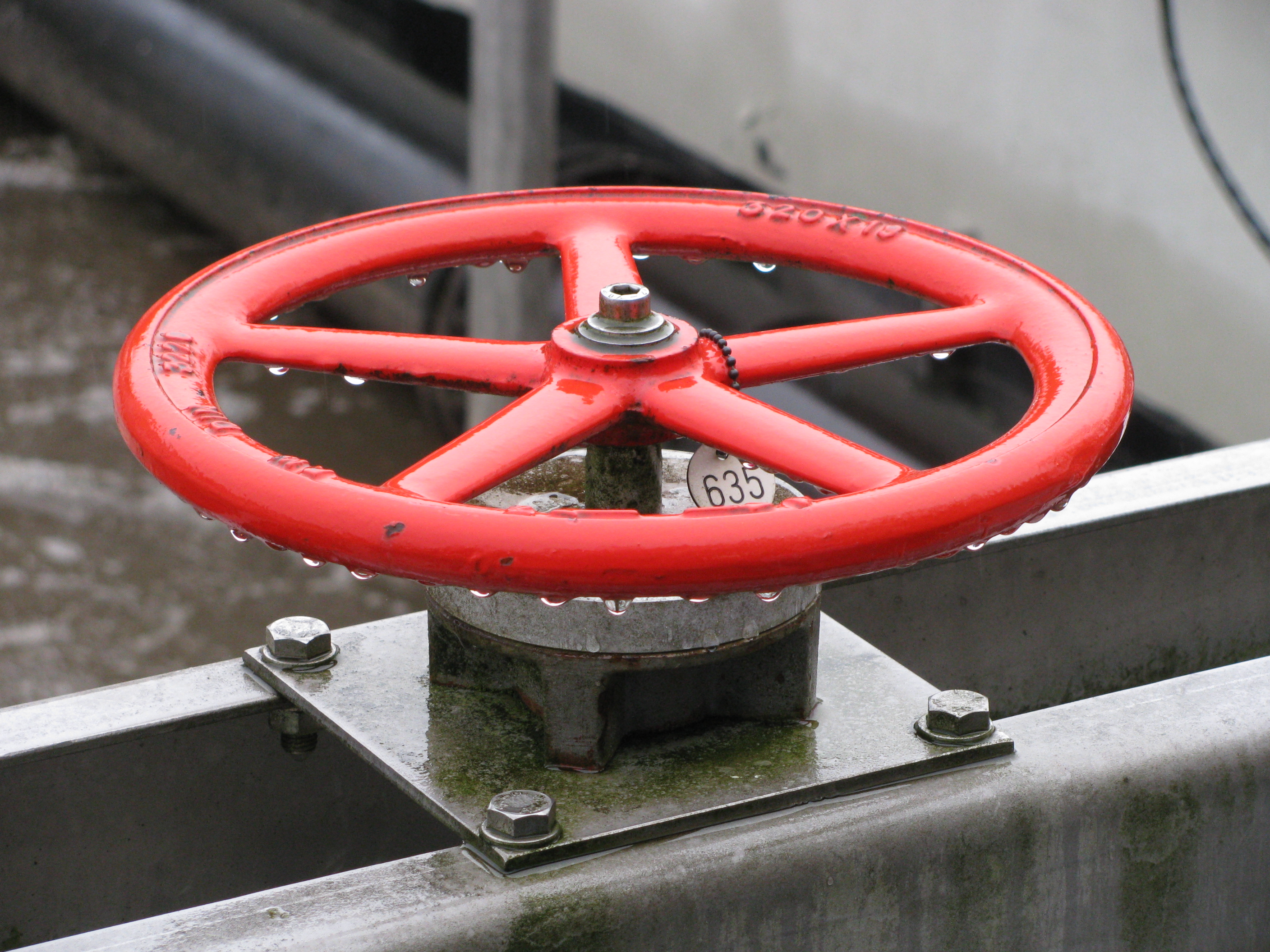
Штурвал засувки.

На літаках поворотом штурвала в сторони здійснюється управління креном (через елерони), тягою на себе і від себе — тангажем (через рулі висоти). На невеликих літаках замість штурвала використовують ручку керування.

## Інше використання
Штурвалами також називаються колеса зі спицями-руків'ями, що слугують для керування різними механізмами, наприклад, використовуються для закриття і відкриття засувок на магістральних трубопроводах.

## Галерея

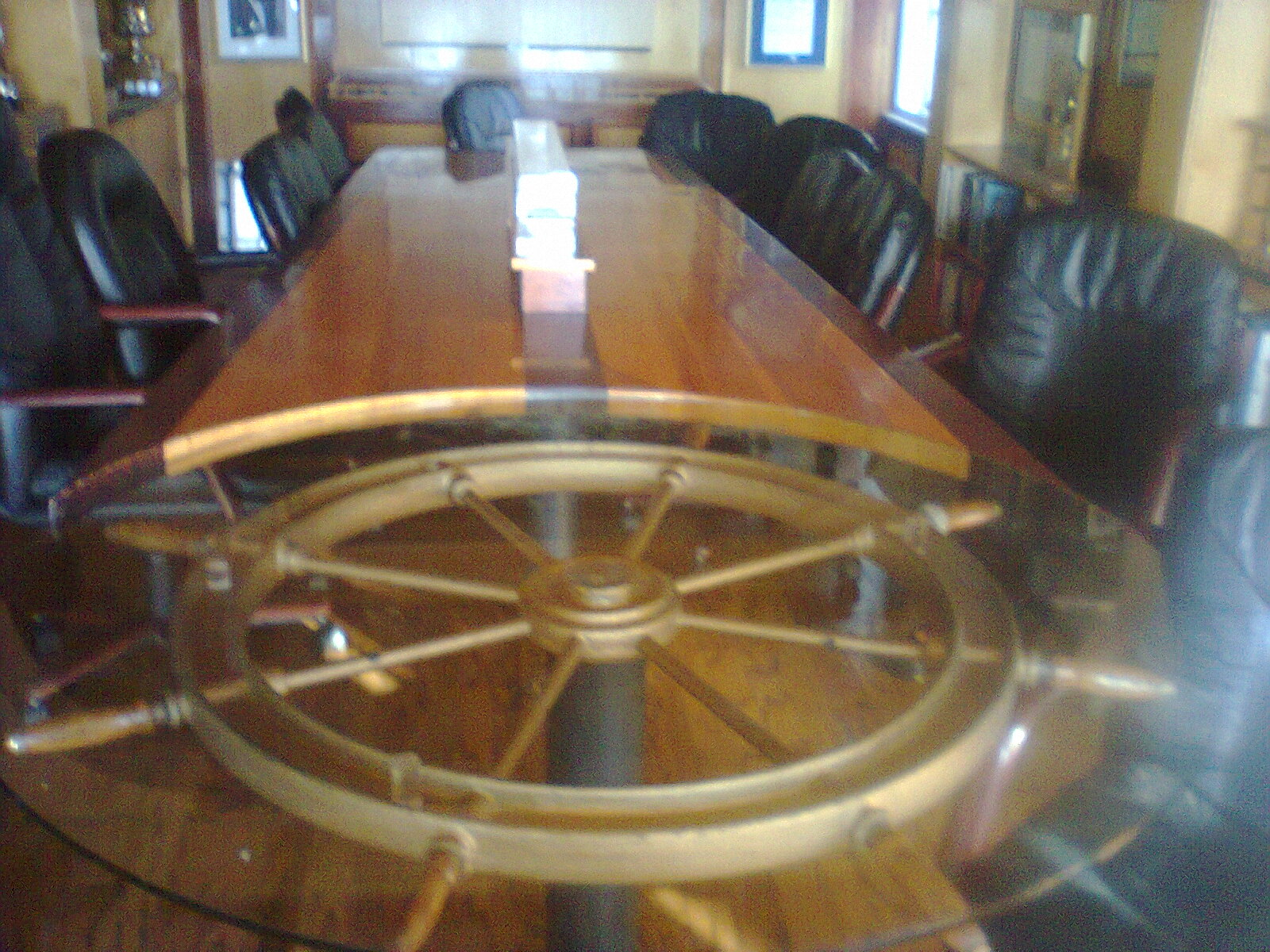
Комодорська кімната яхт-клубу «Британія» зі столом зі зображенням штурвала
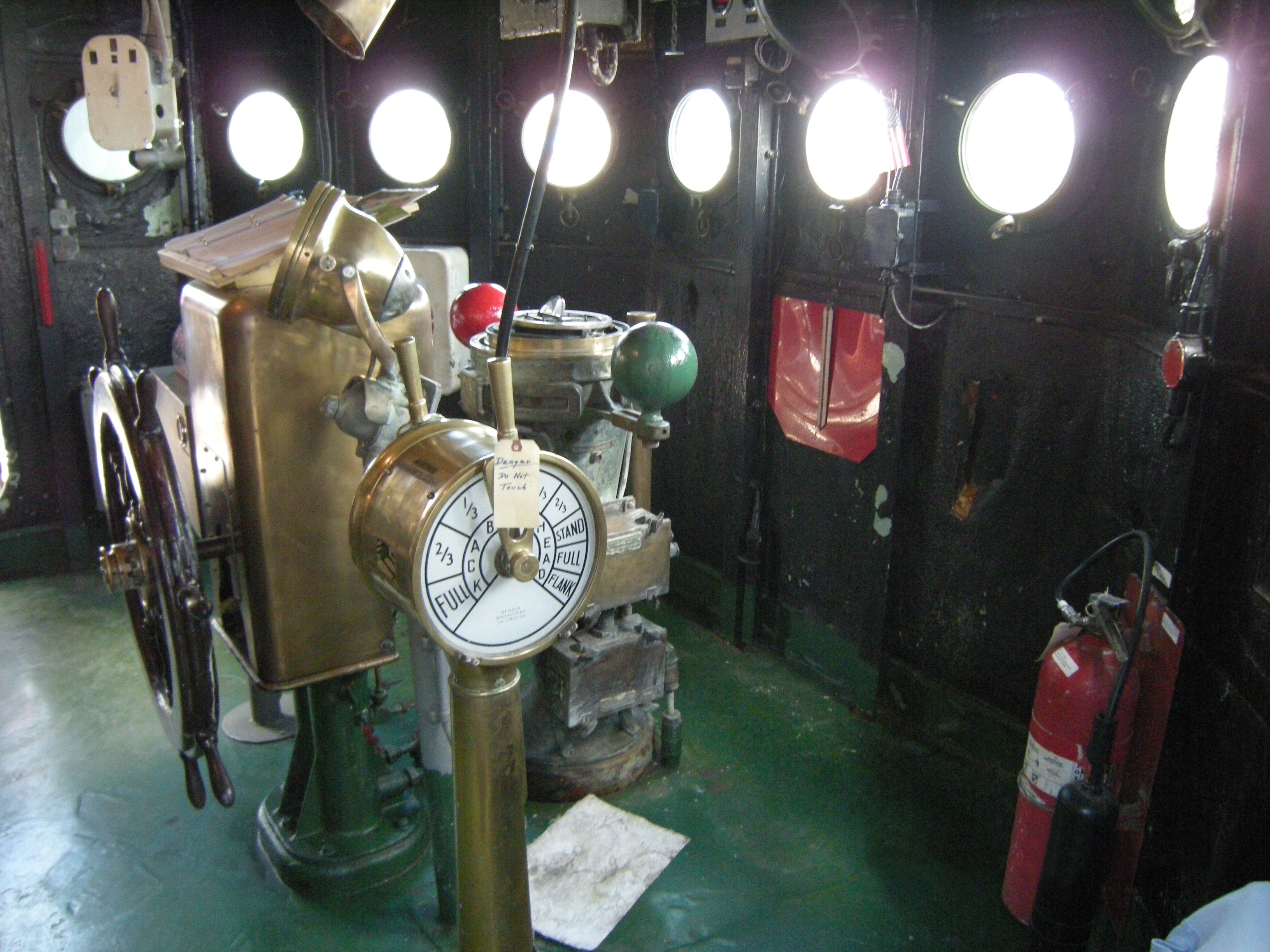
Штурвал і машинний телеграф корабля USS LST-325
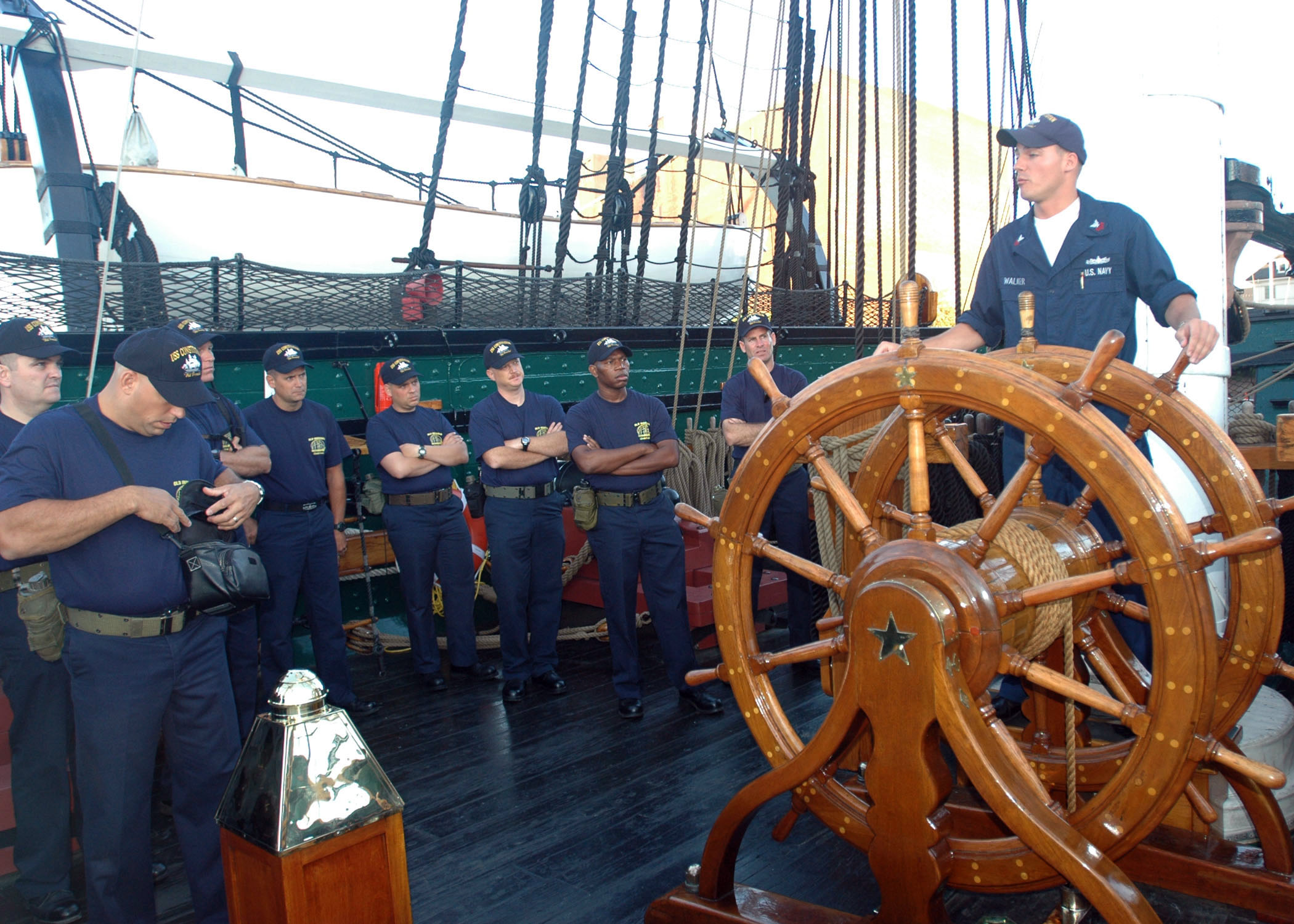
Екіпаж USS Constitution біля штурвала
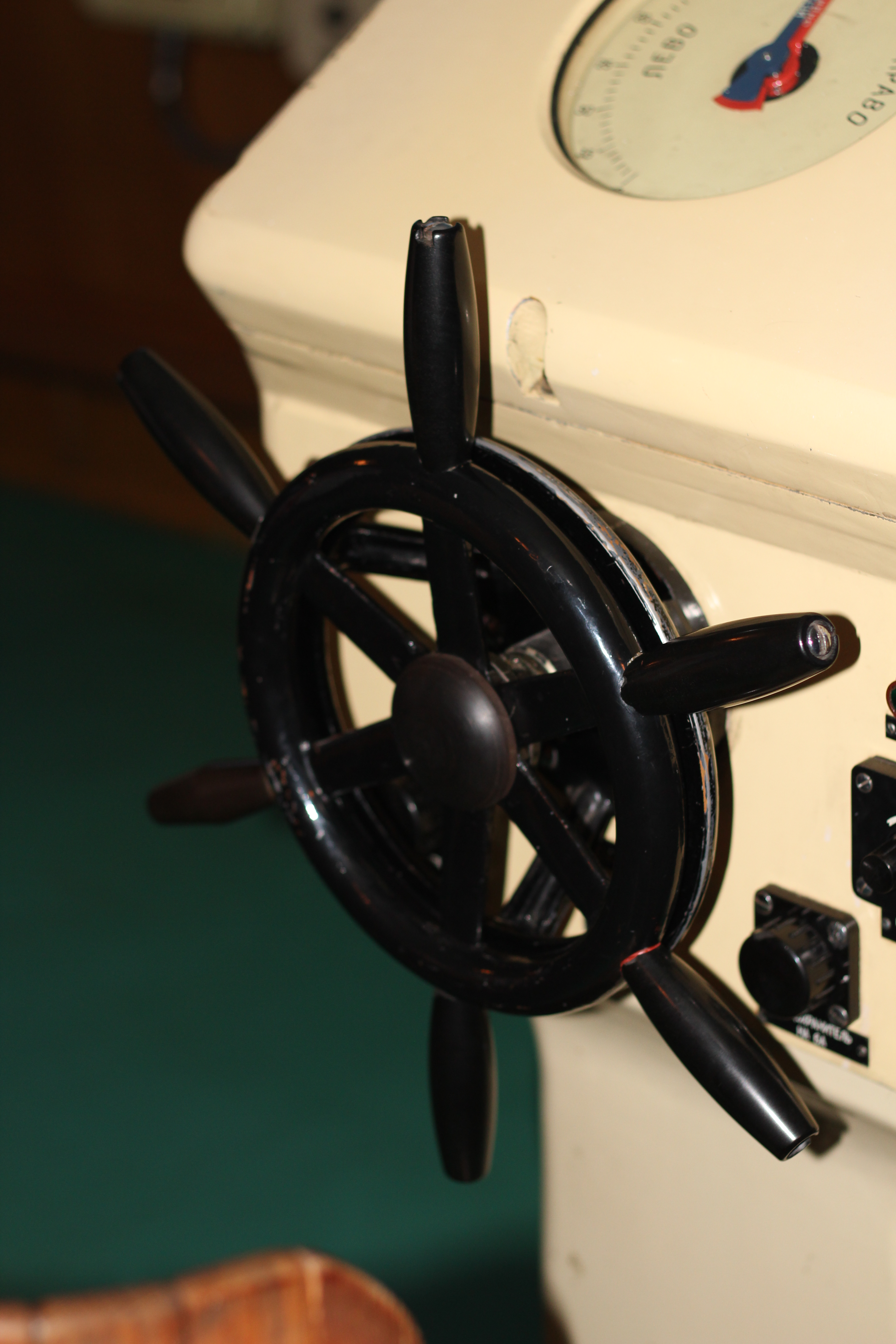
Штурвал атомохода «Ленін»
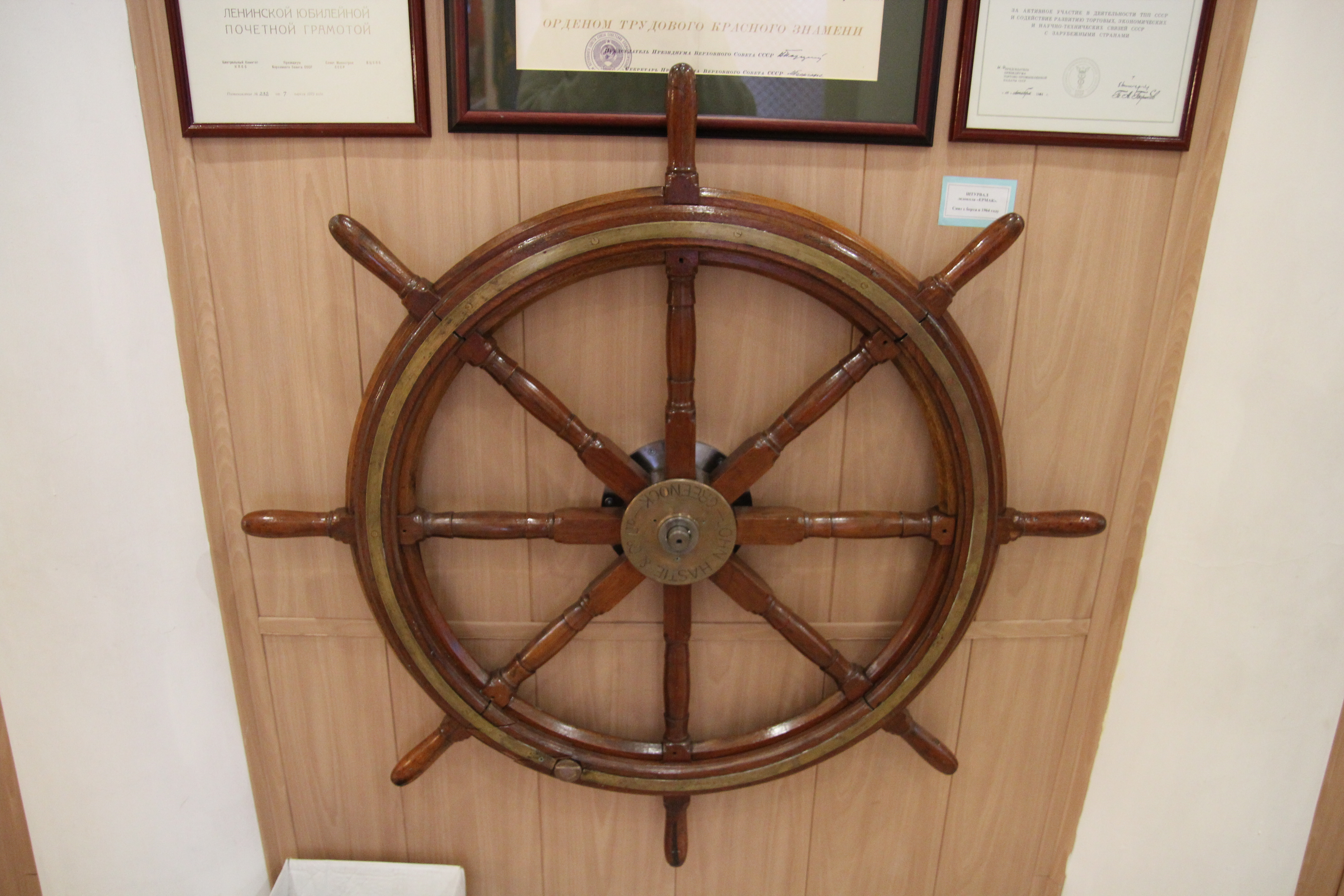
Штурвал криголама «Єрмак[ru]»
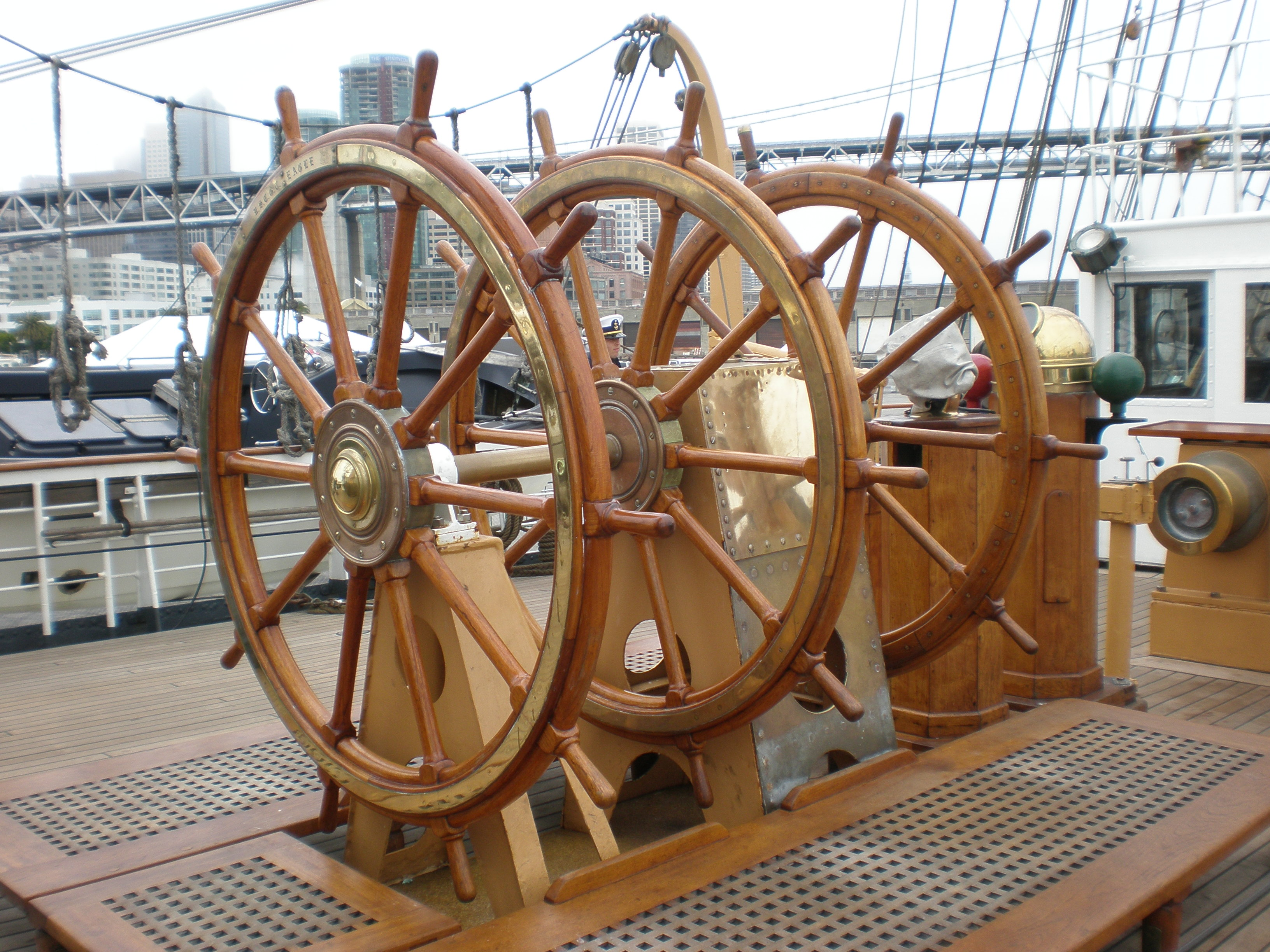
Потрійний штурвал вітрильника USCGC Eagle[en]
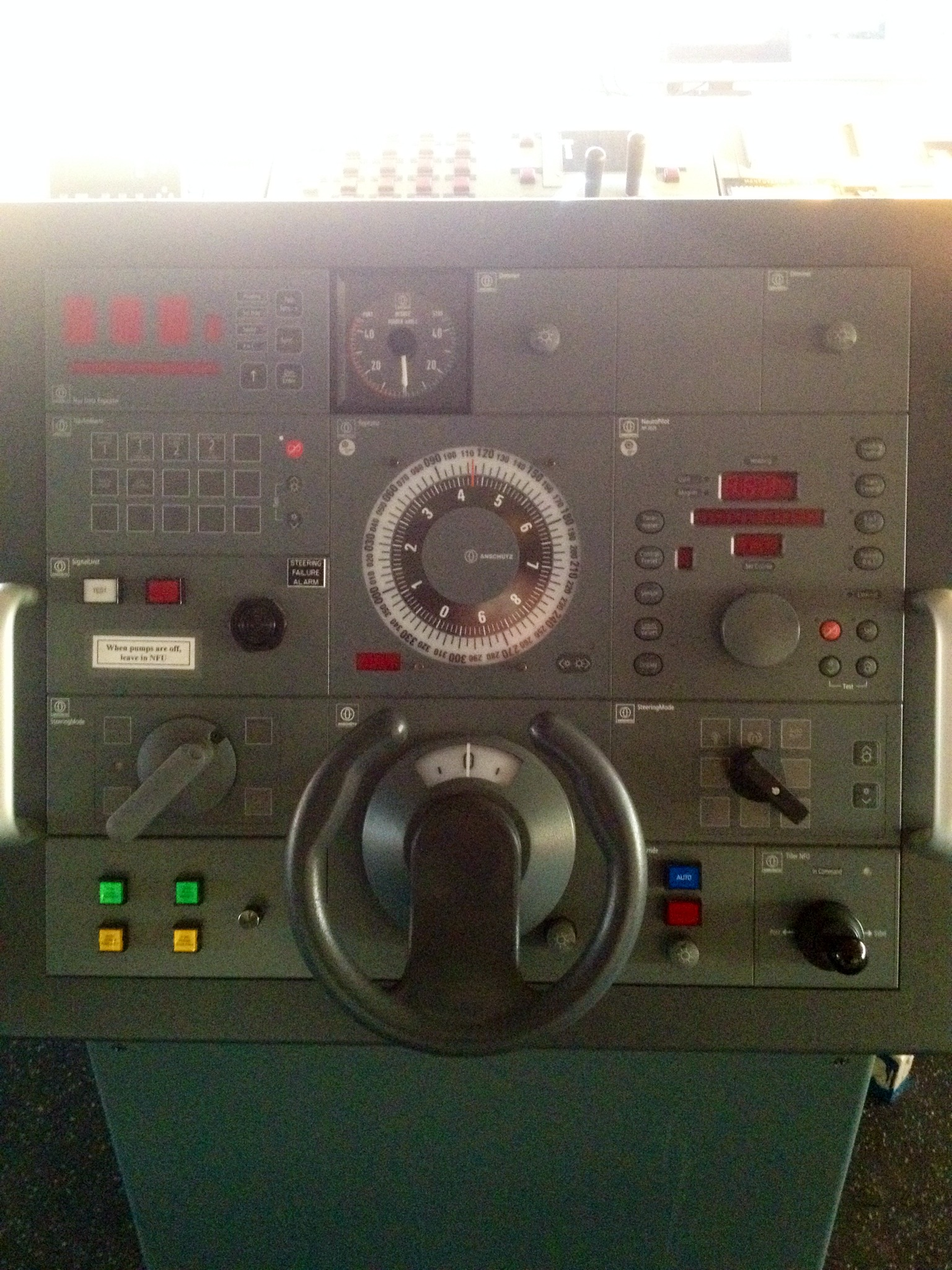
Штурвал навчального судна Golden Bear
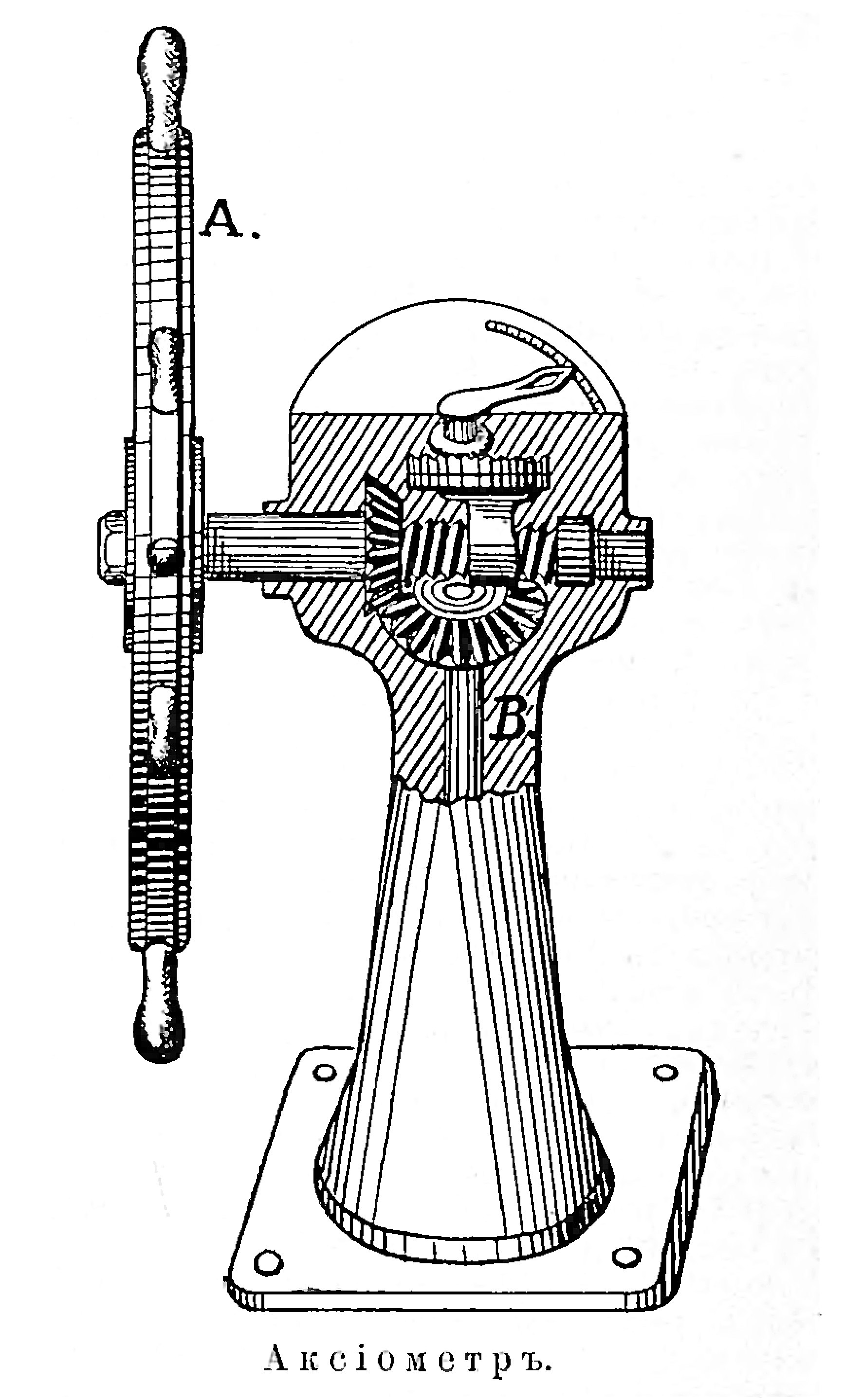
Схема штурвала початку XX ст. з черв'яною передачею
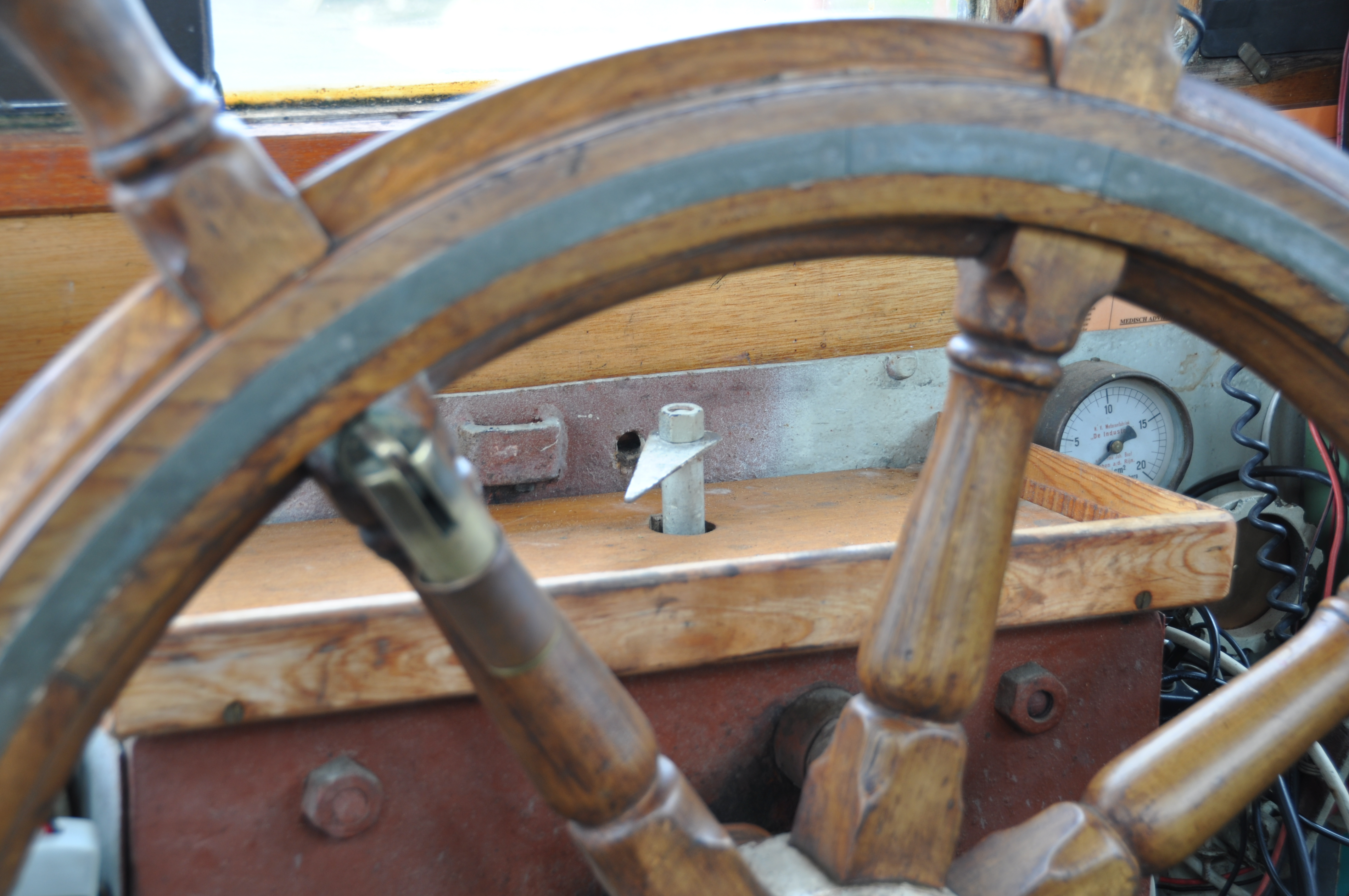
Штурвал і вказівник аксіометра
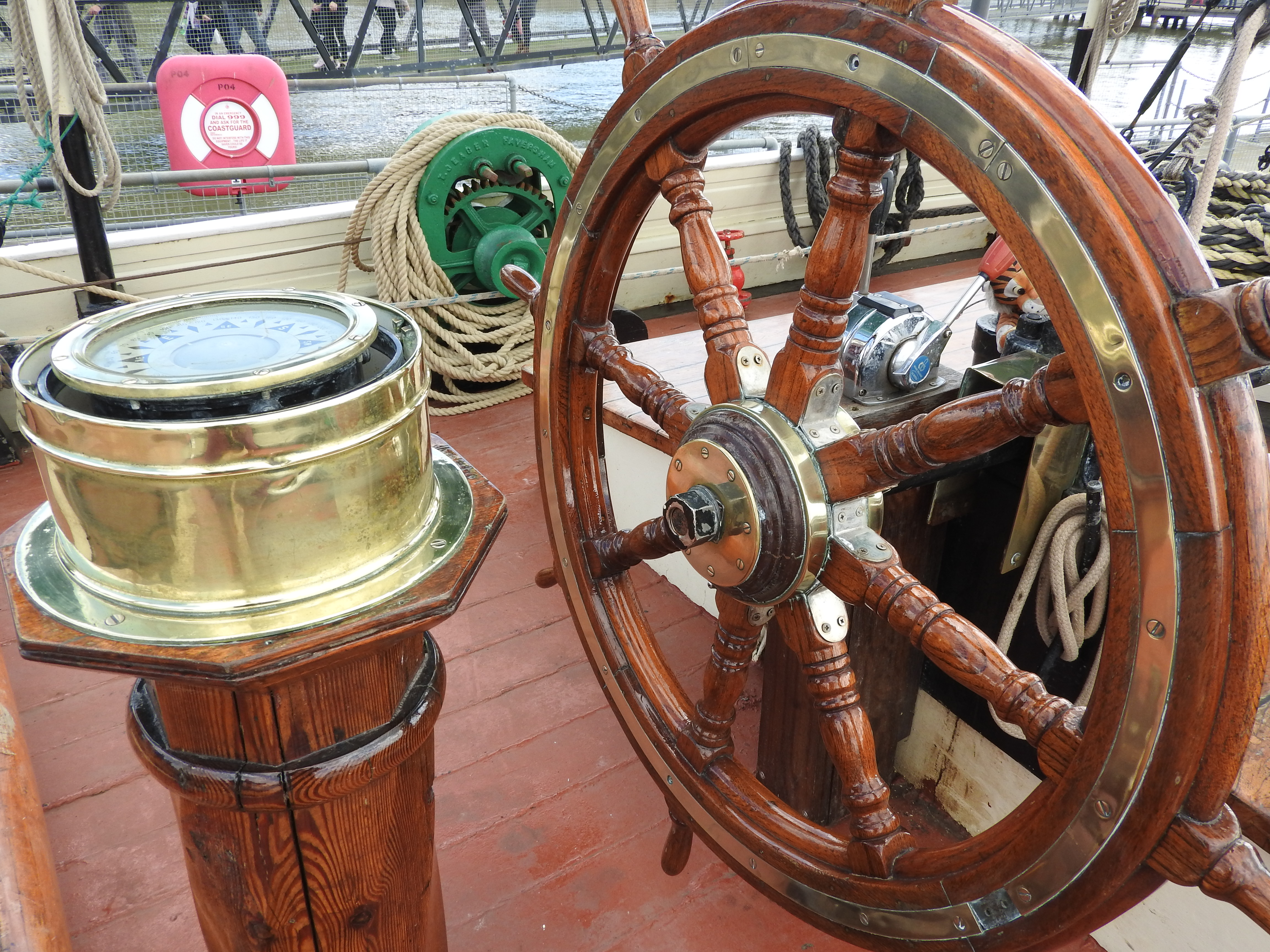
Штурвал і нактоуз